# Tank (arkadspel)
Tank är ett arkadspel i vilket spelaren skall manövrera en stridsvagn. Spelet lanserades 5 november 1974 av Ataris dotterföretag Kee Games. Tank designades av Steve Bristow and Lyle Rains. Spelet är känt för att ha blivit så pass populärt att Atari gav anspråk på deras ägarskap av spelet, vilket var hemligt i början. Atari återförenades med Kee Games och spelet gavs då ut även med Atari loggan.